# Clytie changée en tournesol
Clytie changée en tournesol est un tableau réalisé vers 1730 par le peintre français Jean-François de Troy. Un ancien dessus-de-porte chantourné, cette huile sur toile d'orientation horizontale est une peinture mythologique qui illustre un passage du livre IV des Métamorphoses d'Ovide, celui où Clytie se transforme en fleur, en l'occurrence en héliotrope.
La jeune Océanide y figure assise les seins nus dans un paysage au soleil voilé vers lequel elle se tourne et s'incline amoureusement. Le tournesol qui a commencé à pousser au sommet de sa tête s'oriente également vers l'astre lumineux, prolongeant le mouvement de la nymphe vers Hélios.
Comprise dans la donation inaugurale de Pierre Rosenberg, l'œuvre fait partie des collections du musée du Grand Siècle, à Saint-Cloud, dans les Hauts-de-Seine.